# Guana (Isole Vergini Britanniche)
L'isola di Guana (in inglese: Guana Island) è un'isola delle isole Vergini Britanniche (BVI), un territorio britannico di oltremare nel Mar dei Caraibi. È una delle poche isole di proprietà privata in questa parte del mondo, e possiede sette spiagge di sabbia bianca e 3,4 km² di foreste tropicali, montagne, colline e valli. L'isola è in gran parte una riserva naturale e ospita un piccolo complesso turistico.
Beth e Louis Bigelow, due cittadini del Massachusetts, acquistarono Guana nel 1934. Con l'aiuto degli abitanti del luogo costruirono sei cabine di pietra e si guadagarono la reputazione di pionieri creativi. Gli ospiti che invitavano sull'isola - professionisti, intellettuali e viaggiatori del mondo - vi trascorrevano mesi di vita semplice, ma ricca.
Henry e Gloria Jarecki comprarono Guana nel 1975 e iniziarono ad apportare migliorie agli alloggi e alle altre installazioni, al fine di mantenere lo stile storico dell'isola e dei suoi dintorni.